# Römisch-katholische Kirche in Kolumbien

Bistümer in Kolumbien

Die römisch-katholische Kirche in Kolumbien ist Teil der weltweiten römisch-katholischen Kirche.

## Geschichte
Am 10. Januar und 24. April 1534 wurden mit Santa Marta und Cartagena die ersten Bistümer Kolumbiens begründet, denen am 22. August 1546 das Bistum Popayán und am 11. September 1562 das Bistum Santafé en Nueva Granada folgte. Letzteres wurde am 22. März 1564 zur ersten Metropolie des Landes erhoben. Nach verschiedenen Bistumsgründungen im 19. Jahrhundert erhielt Kolumbien bis in die Mitte des 20. Jahrhunderts durch weitere Bistumsgründungen seine Grundstruktur. Am 14. September 1908 wurde die erste Versammlung der kolumbianischen Bischofskonferenz eröffnet.
Der erste kolumbianische Bischof, der ins Kardinalskollegium aufgenommen wurde, war der 1953 von Papst Pius XII. kreierte Crisanto Luque Sánchez (1889–1959), Erzbischof von Bogota.
Seit der ersten Hälfte des 19. Jahrhunderts bestehen diplomatische Beziehungen zwischen Kolumbien und dem Heiligen Stuhl, der seit 1917 von einem Apostolischen Nuntius vertreten wird. Seit Juli 2023 ist Erzbischof Paolo Rudelli Nuntius in Kolumbien.
Vom 6. bis zum 11. September 2017 war Papst Franziskus auf Einladung des Präsidenten und der Bischöfe Kolumbiens zu Besuch in Bogotá, Villavicencio, Medellín and Cartagena.

## Organisation
Die römisch-katholische Kirche in Kolumbien ist die siebtgrößte „Landeskirche“ der Katholischen Weltkirche. Mit 45.257.000 Katholiken gehören ihr 93,9 % der Einwohner des Landes an.
Die 78 Jurisdiktionen des Landes sind in 14 Kirchenprovinzen unterteilt, die 4.397 Pfarreien und 2.769 weitere Seelsorgestellen umfassen. Hier wirken 128 Bischöfe, 7.236 Diözesan- und 2.324 Ordenspriester sowie 593 ständige Diakone. Der Klerus wird von 1.058 Ordensbrüdern und 13.874 Ordensschwestern, 369 Mitgliedern von Säkularinstituten, 33.358 Laienmissionaren und 55.376 Katechisten unterstützt. (2017).

### Präsidenten der kolumbianischen Bischofskonferenz
- Bernardo Herrera Restrepo (1908–1928), Erzbischof von Bogotá
- Ismael Perdomo Borrero (1928–1950), Erzbischof von Bogotá
- Crisanto Kardinal Luque Sánchez (1950–1959), Erzbischof von Bogotá
- Luis Kardinal Concha Córdoba (1959–1964), Erzbischof von Bogotá
- Aníbal Muñoz Duque (1964–1972), Erzbischof von Nueva Pamplona
- José de Jesús Pimiento Rodriguez (1972–1978), Erzbischof von Manizales
- Mario Revollo Bravo (1978–1984), Erzbischof von Nueva Pamplona
- Héctor Rueda Hernández (1984–1987), Erzbischof von Bucaramanga
- Alfonso Kardinal López Trujillo (1987–1990), Erzbischof von Medellín
- Pedro Rubiano Sáenz (1990–1996), Erzbischof von Bogotá
- Alberto Giraldo Jaramillo (1996–2002), Erzbischof von Medellín
- Pedro Kardinal Rubiano Sáenz (2002–2005), Erzbischof von Bogotá
- Luis Augusto Castro Quiroga (2005–2008), Erzbischof von Tunja
- Rubén Kardinal Salazar Gómez (2008–2014), Erzbischof von Bogotá
- Luis Augusto Castro Quiroga (2014–2017), Erzbischof von Tunja
- Óscar Urbina Ortega (seit 2017–2021), Erzbischof von Villavicencio[5]
- Luis José Kardinal Rueda Aparicio (seit 2021), Erzbischof von Bogotá

## Bistümer in Kolumbien
- Erzbistum Barranquilla
  - Bistum El Banco
  - Bistum Riohacha
  - Bistum Santa Marta
  - Bistum Valledupar
- Erzbistum Bogotá
  - Bistum Engativá
  - Bistum Facatativá
  - Bistum Fontibón
  - Bistum Girardot
  - Bistum Soacha
  - Bistum Zipaquirá
- Erzbistum Bucaramanga
  - Bistum Barrancabermeja
  - Bistum Málaga-Soatá
  - Bistum Socorro y San Gil
  - Bistum Vélez
- Erzbistum Cali
  - Bistum Buenaventura
  - Bistum Buga
  - Bistum Cartago
  - Bistum Palmira
- Erzbistum Cartagena
  - Bistum Magangué
  - Bistum Montelíbano
  - Bistum Montería
  - Bistum Sincelejo
- Erzbistum Florencia
  - Bistum Mocoa-Sibundoy
  - Bistum San Vicente del Caguán
- Erzbistum Ibagué
  - Bistum Espinal
  - Bistum Garzón
  - Bistum Líbano-Honda
  - Bistum Neiva
- Erzbistum Manizales
  - Bistum Armenia
  - Bistum La Dorada-Guaduas
  - Bistum Pereira
- Erzbistum Medellín
  - Bistum Caldas
  - Bistum Girardota
  - Bistum Jericó
  - Bistum Sonsón-Rionegro
- Erzbistum Nueva Pamplona
  - Bistum Arauca
  - Bistum Cúcuta
  - Bistum Ocaña
  - Bistum Tibú
- Erzbistum Popayán
  - Bistum Ipiales
  - Bistum Pasto
  - Bistum Tumaco
- Erzbistum Santa Fe de Antioquia
  - Bistum Apartadó
  - Bistum Istmina-Tadó
  - Bistum Quibdó
  - Bistum Santa Rosa de Osos
- Erzbistum Tunja
  - Bistum Chiquinquirá
  - Bistum Duitama-Sogamoso
  - Bistum Garagoa
  - Bistum Yopal
- Erzbistum Villavicencio
  - Bistum Granada en Colombia
  - Bistum San José del Guaviare
- Immediat:
  - Kolumbianisches Militärordinariat
  - Apostolisches Vikariat Guapi
  - Apostolisches Vikariat Inírida
  - Apostolisches Vikariat Puerto Leguízamo-Solano
  - Apostolisches Vikariat Leticia
  - Apostolisches Vikariat Mitú
  - Apostolisches Vikariat Puerto Carreño
  - Apostolisches Vikariat Puerto Gaitán
  - Apostolisches Vikariat San Andrés y Providencia
  - Apostolisches Vikariat Tierradentro
  - Apostolisches Vikariat Trinidad